# اگوست کنت
ایزیدُر اگوست ماری فرانسوا زاویه کُنت (به فرانسوی: Auguste Comte)  (۱۹ ژانویه ۱۷۹۸ – ۵ سپتامبر ۱۸۵۷) مشهور به اگوست کنت جامعه‌شناس و فیلسوف فرانسوی بود که به عنوان واضعِ نامِ جامعه‌شناسی  و بنیان‌گذار جامعه‌شناسی نوین و دکترین پوزیتیویسم شناخته شده‌است. تابلویِ علوم، سیرِ تکاملِ ذهنیِ بشر و توجه به جنبه‌هایِ پویا و ایستایِ جامعه از اندیشه‌هایِ برجسته اوست. آگوست کنت را پدر جامعه‌شناسی می‌دانند.
کنت با اعتقادِ راسخ به فلسفهٔ اثبات‌گرایی (پوزیتیویسم -  ) معتقد بود باید برایِ علوم انسانی نیز حیثیتی مشابه علومِ تجربی قائل شد، به این معنی که علومِ انسانی نیز باید از ابزارِ پژوهش تجربی استفاده کنند. کنت بر این باور بود که جوامعِ انسانی از سه مرحلهٔ ربانی، فلسفی، و علمی عبور کرده‌اند (بعضاً مرحلهٔ اساطیری را نیز می‌افزایند). در جوامعِ اساطیری، کاهنان رهبرانِ جامعه به‌شمار می‌روند، در جوامع ربانی که تبلورِ تاریخیِ آن قرونِ وسطی است، پیامبران، و در عصرِ رنسانس و پس از آن فیلسوفان. اما در دورهٔ کنونی (عصرِ علمی) دانشمندان و جامعه‌شناسان رهبرانِ جامعه خواهند بود. البته ممکن است در هر جامعه‌ای بازمانده‌هایِ فکریِ اعصارِ گذشته رسوب کرده باشد.
 برای جامعه‌شناسی که تاکنون توانسته‌است ابهام‌های عمیق جامعه را به تحلیل بکشد، همین بس و برازنده که بنیانگذارش مردی دارای شخصیتی مبهم و دو چهره بود — لوئیس کوزر، زندگی و اندیشه بزرگان جامعه‌شناسی

## دین انسانیت
کنت در سال‌های آخر عمرش همان اصول فلسفی خود را بنیاد عرفان مآبی ساخت و بر همان بنیاد، دیانتی جدید بنام دین انسانیت را بنا کرد و معبدی بنا کرد و عباداتی را نیز مقرر داشت که از نظر اهل علم، عجیب بود؛ بنابراین او دین را به‌طور کلی طرد نمی‌کند ولی به نظر او دین عصر اثباتی هم باید متناسب با عصر خود باشد، نتیجه‌ای که کنت به آن می‌رسد این است که بنابر نظریه قانون حالات سه‌گانه عصر دینی پایان یافته‌است، اما بنا به نظریه هم‌ارزی، کارکردی چیزی معادل دین باید در هر جامعه‌ای وجود داشته باشد زیرا حیات جامعه به پذیرش دین وابسته است اما دین جامعه اثباتی باید متناسب با آن باشد و اینست که مذهب انسانیت را پایه‌گذاری می‌کند و می‌گوید که مذهب دوره ما باید پوزیتیویسم مبهم باشد، مذهب ما دیگر نمی‌تواند همان مذهب قبلی باشد زیرا آن مذهب گذشته، متعلق به عصر و تفکری بوده‌است که نسخ شده‌است، هر دوره را نیاز به مذهب خاص خودش است و این مذهب که ما بنا می‌کنیم مذهب انسانیت است. بنابر مذهب انسانیت، باید انسانیت اساسی را که مردان بزرگ، مظهر و نماد آن هستند دوست داشته باشیم زیرا چنان زندگی کردند که اثری با سرمشقی از خود به‌جای گذاشته‌اند؛ بنابراین وجود بزرگ، وجود مردان بزرگ است که به ملت و قبیله خاص تعلق ندارد.
دین انسانیت، بعدها با تعابیر مختلفی در میان عوام رواج یافت و انتقاداتی را نیز در پی داشت.

## اثرگذاری و اثرپذیری
کنت بر اولین نظریه پردازان جامعه‌شناسی (به ویژه اسپنسر و دورکیم) بسیار نفوذ داشت. بخشی از افکار او را باید به‌عنوان واکنشی در برابر انقلاب کبیر فرانسه و روشن‌اندیشی به‌شمار آورد که او آن را علت عمده این انقلاب می‌انگاشت. او از هرج و مرجی که در جامعه رواج یافته بود بسیار رمیده بود و به آن دسته از اندیشمندانی که بانی روشن‌اندیشی و انقلاب بودند، انتقاد داشت. او با کاتولیک‌های ضدانقلابی فرانسه (از جمله دوبونالد و دومیستر) هم آواز بود اما دست کم کار کنت را از دو جهت میتوان از آنان جدا کرد:۱-نخست اینکه او تصور نمیکرد بازگشت به قرون وسطی امکان پذیر است ۲-کنت یک نظام پیچیده تر و کارآمدتر ساخته و پرداخته کرد. وی همچنین از فرانسیس بیکن، فیلسوف انگلیسی که به آزمایش‌های استقرایی پایبند بود؛ توماس هابز، بارون دو منتسکیو، کانت، و بیش از همه کلودهانری سن سیمون متأثر بود. کنت در جوانی، عمیقاً متأثر از آدام اسمیت و ژان-باتیست سه، اقتصاددانان سیاسی لیبرال بود.

## نظریات و فعالیت‌های علمی
عمده‌ترین نظریات، مفاهیم و کارهای علمی کنت عبارت‌اند از:
اثبات‌گرایی: مفهوم اثبات‌گرایی به روش تحقیقی کنت گفته می‌شود. او اثبات‌گرایی را عامل اساسی پیشرفت انسان دانسته و مدعی بود که از طریق مشاهده و آزمایش و مقایسه می‌توان موفق به کشف پدیدارهای اجتماعی شد. او اصرار داشت که جامعه را می‌توان از طریق علمی مورد تجزیه و تحلیل قرار داده و همانند تحقیقات علمی در سایر علوم، موفق به کشف پدیدارهای عینی شد. او از این جهت به روش اثبات‌گرایی توجه خاص کرد و معتقد بود، بررسی شرایط اجتماعی و حل مسائل اجتماعی فقط از طریق روش علمی امکان‌پذیر است. به بیان دیگر اصرار او به اثبات‌گرایی ناشی از بحران‌های اجتماعی بعد از انقلاب فرانسه بود که وجود تحقیق علمی را برای تبیین مسائل اجتماعی ضروری می‌دانست.

## جامعه‌شناسی اثباتی
بر سه اصل مبتنی است که روشن‌گر مجموع نظریات اوست.
اصل اول: طبق نظر وی ممکن نیست که پدیده اجتماعی خاص جز در متن اجتماعی کلی‌تری که به آن تعلق دارد، درک و تبیین شود. این اصل که اولویت کل نسبت به اجزا خوانده می‌شود بر تجزیه و تحلیل آنچه کنت نظم خودبه‌خود جوامع انسانی نامیده‌است اعمال می‌شود.
اصل دوم: پیشرفت علوم هادی و راهنمای اصلی تاریخ بشری است؛ بشر آن‌طور عمل می‌کند که شناخت‌هایش به او اجازه می‌دهد روابط انسان با جهان و با سایر افراد منوط به چیزهایی است که از طبیعت و از جامعه می‌شناسد.
اصل سوم: انسان همه‌جا و همه‌وقت یکی است، و این هویت ثابت نتیجه ترکیب زیستی به‌ویژه نظام عصبی اوست. پس باید انتظار داشت که جامعه همه‌جا یکسان و در یک جهت تحول پیدا کند، و بشر در کل به طرف نوعی جامعه پیشرفته‌تر در حرکت باشد.

### تقسیم‌بندی علوم
کنت دانش زمان خود را طبقه‌بندی کرده و معتقد بود که روند دانش به‌تدریج از حالت کلی و ساده به مرحله مشخص و پیچیده درآمده است. وی سلسله‌مراتب علوم را براساس سه ملاک زیر استخراج می‌کند:
1. درجه پیچیدگی پدیده‌هایی که موضوع مطالعه هستند.
2. بیرونی بودن آن‌ها نسبت به انسان.
3. زمانی که به مرحله اثباتی می‌رسند.[۹]

برمبنای این اصول، علوم را چنین طبقه‌بندی می‌کند:
1. ریاضی
2. ستاره‌شناسی
3. فیزیک
4. شیمی
5. زیست‌شناسی
6. جامعه‌شناسی

کنت جامعه‌شناسی را به‌عنوان ملکه علوم معرفی می‌کند، زیرا موجودیت آن ناشی از تکامل سایر علوم بوده و به همین جهت در مرتبه اعلی قرار دارد. در این سلسله مراتب به نظر کنت هر علمی به علم قبلی متکی است و علاوه برداشتن مشخصات خود ویژگی‌های علم، بیشتر از آن را نیز دارد. در این طبقه‌بندی هر قدر پایین‌تر می آییم موضوع علم عینی‌تر و پیچیده‌تر، و از نظر پیش‌بینی دشوارتر می‌شود.

## مراحل تحول ذهنی
مرحله ربانی
خود از دو مرحله گذار تشکیل شده که عبارت اند از:
بت‌پرستی (فتیشیسم)؛ در این مرحله، بشر در هماهنگی کامل با محیط پیرامونش به‌سر می‌برد. منظور کنت این است که در این مرحله، بشر هرآنچه را در اطرافش رخ می‌داد بدون فکر می‌پذیرفت.
چندخدایی (چندخدایی)؛ در این مرحله بشر توضیح می‌خواست و شروع به تفکر کرد و پدیده‌ها را به موجودات فراطبیعی گوناگون نسبت داد.
تک خدایی (یکتاپرستی)؛ انتقال به این مرحله زمانی رخ داد که بشر تحت سیطره خدایان متعددی قرار گرفته بود که ظاهراً همواره با یکدیگر در تعارض بودند. یکتاپرستی، آخرین مرحله در مرحله ربانی است.
مرحله متافیزیکی؛ این مرحله بین سال‌های ۱۳۰۰ تا ۱۸۰۰ میلادی روی داد که هنوز دنباله دوره ربانی است و تنها با آن اختلاف کمی دارد. در این دوره نیروی دیگری به‌نام دولت در کنار خانواده قرار می‌گیرد که روابط حاکم بین مردم را از حالت عاطفی به‌صورت حقوقی و قانونی درمی‌آورد. این مرحله، شرایط را برای تبدیل جامعه به دوره اثباتی فراهم می‌آورد.
مرحله اثباتی؛ مرحله سوم را کنت دوره اثباتی می‌خواند که از سده ۱۸۰۰میلادی آغاز شد. در این مرحله انسان‌ها به شناخت نایل می‌آیند و در توجیه پدیده‌ها علل را در خود طبیعت جستجو می‌کنند. در این دوره انسان بعد جهانی پیدا می‌کند و با پیشرفتهای اجتماعی می‌تواند نوع رابطه تعاونی را در اجتماعات انسانی جانشین روابط عاطفی و حقوقی حاکم در دوره‌های پیشین کند. در تحقیق به مشاهده و تجربه توجه کافی می‌شود و علتیابی پدیده‌ها بر مبنای رابطه علت و معلول پیجوئی می‌شوند.
او هر یک از مراحل تحول ذهنی نوع بشر را با یک نوع سازمان اجتماعی و سلطه سیاسی خاص آن مرحله مرتبط ساخته بود. مرحله ربانی تحت سلطه کاهنان است و مردان نظامی در آن فرمانروایی می‌کنند. مرحله مابعدالطبیعی به قرون وسطی و عصر رنسانس راجع است، تحت تسلط مردان کلیسا و حقوقدانان می‌باشد. مرحلهٔ اثباتی که تازه آغاز شده، تحت تسلط مدیران صنعتی و هدایت اخلاقی دانشمندان خواهد بود.

## جامعه‌شناسی ایستا و پویا
جامعه‌شناسی ایستا؛ عبارت است از مطالعه موضوعی که کنت آن را اجماع اجتماعی می‌نامد. ایستایی اجتماعی از یک‌سو، تجزیه و تحلیل ساخت جامعه را در لحظهای معین دربر می‌گیرد، و از سوی دیگر تحلیل عنصر یا عناصری را که تعیین‌کننده اجماع اجتماعی اند، یعنی عنصر یا عناصری که از مجموعه افراد یا خانواده‌ها، اجتماع، و از تعدد نهادها، وحدت را به وجود می‌آورند.
بنابراین، جامعه‌شناسی ایستا جامعه را در حال سکون مطالعه می‌کند و مهم‌ترین پدیده مورد مطالعه‌اش نظم اجتماعی است که از طریق ساخت اجتماعی برقرار می‌شود. در این بخش مطالعات جامعه‌شناسی در زمینه سازمان‌ها و نهادهای اجتماعی متمرکز شده و چگونگی ایجاد تعادل و ثبات در جامعه مورد توجه قرار می‌گیرد.
جامعه‌شناسی پویا؛ این بخش، جامعه را در حالت پویا و حرکت مطالعه می‌کند. در این بخش توجه اساسی به شناسائی جریان تطور و دگرگونی‌های اجتماعی معطوف است. در این بخش از جامعه‌شناسی است که کنت قوانین سه‌گانه تکامل جامعه‌ها را ارائه می‌دهد. بنا به نظر کنت پویایی تابع ایستایی است.

## مدل ارگانیکی
هر چند کنت تحقیق تجربی خاصی در باب جامعه ارائه نکرد ولی مدل یا انگاره‌ای را پیشنهاد کرد که بعدها به مدل ارگانیکی معروف شد. این نظریه که جامعه با موجود زنده شباهت دارد، نخستین‌بار توسط کنت به آن پرداخته شد. کنت دبین موجود زنده و جامعه معتقد به شباهتهای زیر بود:
اولاً جامعه از اعضا و موسسات مختلف تشکیل شده و همانند ارگان‌های موجود زنده، کل واحدی را تشکیل می‌دهد.
ثانیاً نهادهای اجتماعی همانند اعضا و اندام موجود زنده دارای ساخت و کارکرد خاصی است.
ثالثاً اجزاء جامعه همانند اعضاء موجود زنده با یکدیگر مرتبط بوده و به‌طور کلی در دوام و بقاء ساخت اصلی خود مؤثر و دخیل می‌باشند. نکته دیگر اینکه جامعه هم مانند موجود زنده بر اساس قانون تکامل از مرحله ابتدایی و ساده به مرحله کاملتر و پیچیده‌تر رسیده‌است.

## آیین رهنمودی
اگوست کنت یک جامعه اثباتی و خوب را برای آینده طرح‌ریزی کرده بود که تحت هدایت قدرت روحانی کاهنان یک دین اثباتی نوین و بانکداران بزرگ و صاحبان صنایع اداره شود. این کاهنان که همان جامعه شناسان علمی اند، همانند اسلاف کاتولیکشان، باید راهنمایان اخلاقی و ممیزان اجتماع باشند و قدرت و دانش برترشان را به‌کار اندازند تا وظایف و الزام‌های اجتماعی افراد را به آن‌ها یادآوری کنند.